# Felix Becker (historien de l'art)
Pour les articles homonymes, voir Felix Becker et Becker.
Karl Günther Ernst Felix Becker, né le 27 septembre 1864 à Sondershausen (principauté de Schwarzbourg-Sondershausen) et mort le 23 octobre 1928  à Leipzig, est un historien de l'art allemand. Il est l'auteur principal et éditeur, avec Ulrich Thieme, des quatre premiers volumes du dictionnaire biographique d'histoire de l'art intitulé Allgemeines Lexikon der Bildenden Künstler von der Antike bis zur Gegenwart, couramment appelé le Thieme-Becker.

## Biographie
Felix Becker, fils d'un maître verrier, étudie l'histoire de l'art à l'université de Bonn et à l'université de Leipzig, où il est assistant de August Schmarsow et où il soutient en 1897 une thèse de doctorat sur la peinture primitive flamande.
Après de longs voyages, il vit à Leipzig comme chercheur indépendant. Il y rencontre Ulrich Thieme, et écrit et édite avec lui, à partir de 1907, les quatre premiers volumes du Allgemeines Lexikon der Bildenden Künstler von der Antike bis zur Gegenwart. Il se retire du projet en 1910 pour des raisons de santé.

## Publications
En plus des quatre volumes du Allgemeines Lexikon :
- Schriftquellen zur Geschichte der altniederländischen Malerei nach den Hauptmeistern chronologisch geordnet. Sellmann & Henne, Leipzig 1897, thèse de doctorat, Universität Leipzig 1898.
- Beschreibender Katalog der Gemäldesammlung. Herzoglich-Sachsen-Altenburgisches Museum. Pierer, Altenburg 1898; Deuxième édition avec le titre : Beschreibender Katalog der alten Originalgemälde. Herzoglich Sachsen-Altenburgisches Museum. Bonde, Altenburg 1915.
- Spemanns goldenes Buch der Kunst. Spemann, Berlin 1901
- Gemäldegalerie Speck von Sternburg in Lützschena. Twietmeyer, Leipzig 1904
- « Mittelalterliche Kunstwerke in der Sammlung der Deutschen Gesellschaft », dans Mittheilungen der Deutschen Gesellschaft zu Erforschung Vaterländischer Sprache und Alterthümer in Leipzig, vol. 11, n° 3, Hiersemann, Leipzig 1920
- (éditeur), Handzeichnungen alter Meister in Privatsammlungen. 50 bisher nicht veröffentlichte Originalzeichnungen des 15. bis 18. Jahrhunderts. Tauchnitz, Leipzig 1922 (traduction anglaise : Fifty Drawings by old masters in private collections. Tauchnitz, Leipzig 1922)
- (éditeur), Handzeichnungen holländischer Meister aus der Sammlung Dr. C. Hofstede de Groot im Haag. 50 ausgewählte Zeichnungen Rembrandts, seines Kreises und seiner Zeit in Farbenlichtdruck. Tauchnitz, Leipzig 1922 (traduction anglaise : Drawings by Dutch Masters. Fifty selected drawings by Rembrandt, his circle, and contemporary artists. Tauchnitz, Leipzig 1923)
- (éditeur), Handzeichnungen holländischer Meister aus der Sammlung Dr. C. Hofstede de Groot im Haag. Neue Folge. 40 ausgewählte Zeichnungen Rembrandts, seines Kreises und seiner Zeit. Tauchnitz, Leipzig 1923
- (réédition) Heinrich Bergner, Grundriß der Kunstgeschichte. 4e édition, Kröner, Leipzig 1923
- « Die Renaissance im Norden und die Kunst des 17. und 18. Jahrhunderts », dans : Anton Heinrich Springer, Handbuch der Kunstgeschichte. Band 4). 8. Auflage, Seemann, Leipzig 1909
- « Die Sammlungen der Deutschen Gesellschaft », dans : Beiträge zur Deutschen Bildungsgeschichte. Festschrift zur Zweihundertjahrfeier der Deutschen Gesellschaft in Leipzig 1727–1927. Leipzig 1927, S. 28–55